# راینر ۱۶۸۰۲
سیارک ۱۶۸۰۲ (به انگلیسی: 16802 Rainer، نامگذاری:1997SP3) شانزده هزار و هشتصد و دومین سیارک کشف شده‌است که در ۲۵ سپتامبر ۱۹۹۷ کشف شد.
قدر مطلق سیارک برابر ۹.۳ است.